# Dipartimento del Lys
Il Dipartimento del Lys  era un dipartimento della Prima Repubblica francese e poi del Primo Impero francese nell'attuale Belgio, con capitale Bruges. Il nome del dipartimento deriva dal Lys /lis/ (o Leie /ˈlɛɪ̯ə/ in olandese), fiume che lo attraversava.
Dopo la sconfitta di Napoleone nel 1814, il dipartimento venne soppresso ed entrò a far parte del Regno Unito dei Paesi Bassi. Il suo territorio corrispondeva perfettamente all'attuale provincia belga delle Fiandre Occidentali (in olandese West-Vlaanderen).

## Suddivisione amministrativa
Il dipartimento era suddiviso nei seguenti arrondissement e cantoni (situazione al 1812):
- Brugge (Bruges), cantoni: Ardooie (Ardoye), Brugge (Bruges, 5 cantoni), Gistel (Ghistelles), Ostend (Ostende), Ruiselede (Ruysselède), Tielt (Thielt) e Torhout (Thourout, 2 cantoni).
- Kortrijk (Courtray), cantoni: Avelgem (Avelghem), Harelbeke, Ingelmunster, Kortrijk (Courtray, 4 cantoni), Menen (Menin), Meulebeke, Moorsele (Moorseele), Oostrozebeke (Oost-Roosebeke) e Roeselare (Roulers).
- Veurne (Furnes), cantoni: Diksmuide (Dixmude), Haringe (Haringhe), Nieuwpoort (Nieuport) e Veurne (Furnes).
- Ypres, cantoni: Elverdinge (Elverdinghe), Hooglede, Mesen (Messines), Passchendaele, Poperinge (Poperinghe), Wervik (Wervieq) e Ypres (2 cantoni).

Il dipartimento aveva nel 1812 una popolazione di 491 143 abitanti, su una superficie di 366 911 ettari (3.669,11 km²).